# Зани, Октавиу
Октавиу Мариу Зани (порт. Octávio Mario Zani, 1 января 1902, Сан-Паулу — 16 ноября 1967, Сан-Гонсалу, Рио-де-Жанейро) — бразильский легкоатлет, выступавший в метании молота и диска и толкании ядра. Участник летних Олимпийских игр 1924 года.

## Биография
Октавиу Зани родился 1 января 1902 года в бразильском городе Сан-Паулу.
Выступал в легкоатлетических соревнованиях за «Тиете» из Сан-Паулу.
В 1924 году вошёл в состав сборной Бразилии на летних Олимпийских играх в Париже. Выступал в трёх дисциплинах легкоатлетической программы. В метании молота занял последнее, 14-е место в квалификации, показав результат 33,895 метра и уступив 11,4 метра худшему из попавших в финал Джеймсу Макичерну из США. В метании диска занял 23-е место в квалификации с результатом 35,72 метра, уступив 6,77 метра худшему из попавших в финал Гленну Хартранфту из США. В толкании ядра не смог сделать ни одной зачётной попытки.
Умер 16 ноября 1967 года в бразильском городе Сан-Гонсалу в штате Рио-де-Жанейро.

## Личные рекорды
- Метание диска — 38,175 (1923)[1]
- Метание молота — 42,11 (1923)[1]
- Толкание ядра — 11,61 (1923)[1]